# Италијански покушај окупације Црне Горе
Италијански покушај окупације Црне Горе догодио се крајем новембра 1918. године, када су италијанске трупе под командом адмирала Виторија Моле покушале да запоседну Цетиње у циљу стварања основе за даљу окупацију Црне Горе. Покушај је био предузет у време припрема за одржавање Подгоричке скупштине, а италијанска намера је била да се запоседањем Цетиња и других места створе предуслови за организовање паралелних органа власти, састављених од присталица краља Николе. Ради спровођења свог плана, италијанске трупе су покушале искористе и присуство савезничких америчких јединица, које су одустале од учешћа у овом подухвату након одлучног протеста са српске стране, након чега су италијанске трупе одустале од читавог подухвата. Одлука америчких заповедника да одустану од учешћа у овом италијанском подухвату била је од пресудног значаја за избегавање италијанско-српског сукоба, који је могао избити у случају наставка италијанске акције према Цетињу.

## Присуство америчких трупа у региону
САД су 1917. године ушле у рат на страни Антанте, првенствено се ангажујући на Западном фронту. Делић америчких трупа тј. 332. пешадијски пук послат је у јуну 1918. године краљевини Италији, више као нека врста моралне подршке, јер тај један пук није могао донети превагу у борбама на том делу фронта. Након потписивања примирја и почетка распада Аустроугарске тај (332.) пук је подељен у три батаљона који је требало да отпрате италијанско искрцавање и привремено преузимање контроле над Ријеком и Котором (тј. Боком которском) које су пре рата биле у саставу Аустроугарске. Присуство америчких трупа, макар и симболично, било је неопходно јер су Српска врховна команда и Југословенски одбор дозволили италијанско искрцавање, на територије које су сматрале да ће постати део будуће краљевине СХС, само у присуству савезничких трупа. Тако су према договору 20. новембра 1918. године контролу над Котором и Боком преузели један италијански пук и један батаљон Армије САД под командом мајора Френка Скенленда. По преузимању контроле америчке трупе су се сместиле у Котор, Бијелу и Зеленику.

## Покушај уласка на Цетиње
Италијански адмирал Мола наредио је 22. новембра Скенленду да се продужи напредовање ка Цетињу. Мајор се консултовао око те акције са капетаном корвете (која је била усидрена у Котору) Френком Лофтином који му је саветовао да покуша да одгоди одлазак, док се не успостави веза са Паризом и америчком главном командом око инструкција, јер је оправдано сматрао да ће италијански улазак на простор краљевине Црне Горе, поготово пред саму Подгоричку скупштину, врло вероватно изазвати почетак сукоба будуће краљевине СХС и краљевине Италије, који се већ назирао у ваздуху због већег броја територијалних несугласица које је изазвао Лондонски споразум.
У доба Скенлендовог одсуства, две чете Армије САД су искрцане и придружене италијанским трупама спремним за марш ка Цетињу. Пошто Скенленд није успео да успостави везу са врховном командом у Паризу, марш је и поред његових протеста отпочео. Група официра војски краљевина Црне Горе и Србије ступила је у контакт са Скенлендом тражећи објашњење за присуство америчко-италијанских снага на територији краљевине Црне Горе неколико дана пред Подгоричку скупштину. Када су од Скенленда сазнали да се трупе крећу под италијанском командом, без дозволе званичног Вашингтона, српски официри су појаснили Скенленду ситуацију и чињеницу да краљевина Италија жели да окупира краљевину Црну Гору ради сопствених интереса и у циљу подршке краљу Николи који жели да спречи сједињење две српске краљевине у једну. Скенленд се након овога одлучује да заустави америчке трупе и врати их у Котор. Након што су се Американци окренули назад за њима су се вратили и Италијани, јер је било извесно да се српске трупе неће устручавати да борбом спрече њихов улазак у Цетиње и остале градове Црне Горе, сада када са њима више нема Американаца који би им пружили легитимитет.
На овај начин осујећен је план краљевине Италије да изврши окупацију краљевине Црне Горе и изврши притисак на посланике Подгоричке скупштине и спречи спајање краљевина Црне Горе и Србије.
По избијању Божићне побуне главнокомандујући савезничких снага у Црној Гори генерал Шарл Венел наредио је мајору Скенленду да са америчким трупама пробије опсаду Цетиња и угуши побуну. Међутим америчке трупе су стигле до Његуша, када је до њих стигла вест да је опсада Цетиња пробијена и да су устаници разбијени, након чега су се вратили у Котор.